# Jordi Arquer
Jordi Arquer i Saltor (Barcelona 1907 - Perpiñán 1981) fue un político y escritor español. 

## Biografía
Durante la dictadura de Miguel Primo de Rivera participó en la oposición clandestina, colaborando con los grupos independentistas de Francesc Macià. Fue socio del Centro Autonomista de Dependientes del Comercio y de la Industria (Centre Autonomista de Dependents del Comerç i de la Indústria) de Barcelona, CADCI) del cual en dirigió la sección de trabajo y el periódico Lluita, órgano de la citada sección. En 1927 fue uno de los fundadores del Círculo de Estudios Marxistas (Cercle d'Estudis Marxistes), constituido clandestinamente en el Ateneu Enciclopèdic Popular de Barcelona, y en 1928 participó en el congreso clandestino contitutivo del Partido Comunista Catalán, que se atrajo militantes marxistas del partido político Estat Català (en español, «Estado Catalán»).
Una vez proclamada la Segunda República española, fue uno de los fundadores del Bloc Obrer i Camperol (BOC) y propiciador de la Alianza Obrera. En su obra Los comunistas ante el problema de las nacionalidades ibéricas (1931), después de repasar la historia de Cataluña y del movimiento catalanista, se mostraba favorable al reconocimiento al derecho de autodeterminación de Cataluña y señala la conveniencia de una unión de Repúblicas Socialistas Ibéricas. Cuando estalla la guerra civil española de 1936-1939 fue uno de los organizadores y jefes de la columna del POUM que opera en el frente de Aragón.
En 1939 se exilió en Francia, donde formó parte activa del Moviment Socialista de Catalunya, de la misma manera que lo haría en México. Continúa colaborando en las revistas publicadas en América: Endavant, L'Insurgent, Quaderns de l'exili y La Nostra Revista, de México; Ressorgiment, de Argentina; Germanor, de Chile y otras. Desde 1977, residió temporalmente en Barcelona.
La Biblioteca de Reserva de la Universidad de Barcelona conserva dos obras que formaron parte de la biblioteca personal de Arquer, y varios ejemplos de las marcas de propiedad que identificaron sus libros a lo largo de su vida.

## Obras
- El Comunisme i la qüestió nacional i colonial (1930) , traducido de Lenin, Stalin y Bukharin
- Crítica del programa de Gotha (1936), traducido de Karl Marx
- De Francesc Pi i Margall al Comunisme (1931)
- Los comunistas ante el problema de las nacionalidades ibéricas (1931)
- L'evolució del problema agrari a Rússia, des de la servitud feudal al Comunisme (1934)
- Las interpretaciones del marxismo (1937).
- El futur de Catalunya i els deures polítics de l'emigració catalana (1943)